# Proasellus dianae
Proasellus dianae là một loài chân đều trong họ Asellidae. Loài này được Pesce & Argano miêu tả khoa học năm 1985.